# 六合車站 (日本)
六合車站（日语：／ Rokugō eki */?）是一由東海旅客鐵道（JR東海）所經營的鐵路車站，位於日本靜岡縣島田市道悅1丁目。六合車站是JR東海所屬的東海道本線沿線的車站之一，是個設有綠窗口（みどりの窓口）的有人車站。

## 車站結構
長210米對向式月台2面2線的地面車站。車站南北以簡便的跨站式站房連接。

### 月台配置
| 月台 | 路線       | 方向 | 目的地         |
| ---- | ---------- | ---- | -------------- |
| 1    | 東海道本線 | 上行 | 靜岡、沼津方向 |
| 2    | 東海道本線 | 下行 | 濱松、豐橋方向 |

## 歷史
- 1960年（昭和35年）11月21日：日本國有鐵道在藤枝站 - 島田站間敷設第三軌做為新幹線測試線，當天一輛日本國鐵KuMoYa93型電聯車於東京起202.547公里至203.877公里（現今六合站至藤枝站間路段）創下時速175公里的窄軌世界最高速紀錄。
- 1986年（昭和61年）4月26日：做為日本國有鐵道東海道本線藤枝站 - 島田站間之新設車站開始營運[1]。
- 1987年（昭和62年）4月1日：國鐵分割民營化，本站由東海旅客鐵道接管。
- 1995年（平成7年）11月21日：東海旅客鐵道在此站設立紀念碑紀念1960年創下的175km/h窄軌世界紀錄。
- 2008年（平成20年）3月1日：開通電子票證TOICA服務。

## 使用情況
根據《靜岡縣統計年鑑》，近年1日平均上車人次如下表。
| 年度   | 1日平均 上車人次 |
| ------ | ---------------- |
| 1993年 | 2,893            |
| 1994年 | 2,875            |
| 1995年 | 2,961            |
| 1996年 | 2,984            |
| 1997年 | 2,987            |
| 1998年 | 3,013            |
| 1999年 | 2,929            |
| 2000年 | 3,011            |
| 2001年 | 2,995            |
| 2002年 | 3,075            |
| 2003年 | 3,158            |
| 2004年 | 3,176            |
| 2005年 | 3,215            |
| 2006年 | 3,179            |
| 2007年 | 3,253            |
| 2008年 | 3,285            |
| 2009年 | 3,180            |
| 2010年 | 3,108            |
| 2011年 | 3,095            |
| 2012年 | 3,116            |
| 2013年 | 3,103            |
| 2014年 | 2,995            |
| 2015年 | 3,042            |
| 2016年 | 3,063            |
| 2017年 | 3,095            |
| 2018年 | 3,113            |

## 相鄰車站
東海旅客鐵道
 東海道本線
藤枝（CA22）－六合（CA23）－島田（CA24）

### 來源
1. 1 2 3  鉄道ジャーナル (鉄道ジャーナル社). 1986-06, 20 (6): 71. 缺少或|title=为空 (帮助)
2. ↑   (PDF). 静岡県統計年鑑2014(平成26年).   [2016-06-14]. （原始内容存档 (PDF)于2019-07-02）.
3. 1 2  駅構内の案内表記。これらはJR東海公式サイトの各駅の時刻表 （页面存档备份，存于）で参照可能（駅掲示用時刻表のPDFが使われているため。2015年1月現在）。

## 外部連結
- 六合 - 東海旅客鐵道